# UNI Coopération financière
Vous lisez un « bon article » labellisé en 2011.
UNI Coopération financière est la marque de commerce de Caisse populaire acadienne, un regroupement de caisses populaires néo-brunswickoises (Canada), présent principalement en région acadienne et dont le siège social est situé à Caraquet.
Le Mouvement coopératif acadien est fondé le 3 décembre 1946 à la suite de la séparation de la New Brunswick Credit Union League en deux groupes distincts, qui lui-même découle de la popularité du mouvement d'Antigonish initié en Nouvelle-Écosse en 1930. Le succès du mouvement s'expliquerait par la situation économique catastrophique durant la Grande Dépression, la situation minoritaire des Acadiens et de l'implication de ses promoteurs, notamment Livain Chiasson ainsi que Martin-J. Légère, son premier président. Quoi qu'il en soit, la croissance soutenue du mouvement, qui a su s'adapter à l'évolution du marché et des technologies, en fait désormais la principale institution financière et l'un des principaux employeurs du Nouveau-Brunswick, tout en permettant à la population de s'impliquer dans le développement de son économie. Son chef de la direction actuel est Éric St-Pierre.
La coopérative comprend la fédération des caisses populaires acadiennes, des institutions de soutien ainsi que des filiales et des partenariats d'investissement et d'assurances. UNI compte 56 points de services et bureaux régionaux. Elle a des ententes avec plusieurs coopératives, notamment le Mouvement des Caisses Desjardins du Québec, qui a joué un rôle important dans son évolution.
En 2022, UNI comptait 187 200 membres et clients et un actif de 5,4 milliards de dollars (3,5 milliards d'euros) alors que les ristournes s'élevaient à plus de 7,5 millions $ (5,1 millions €). En plus d'offrir près de 2,7 millions $ (1,8 million €) en 2022 sous forme de bourses, de dons et de commandites. 
En 2024, UNI a démontrer sa solidité financière avec un actif de 5,3 milliards de dollars et a réaffirmé son engagement communautaire en versant plus de 2,6 millions de dollarsen ristournes. UNI s'implique dans plusieurs domaines de la communauté. L'organisation financière a donné en dons, en commandites et en bourses d'études dans les secteurs suivant :
- Arts et culture : 657 175 $
- Développement économique : 260 159 $
- Éducation et jeunesse : 786 360 $
- Entraide et solidarité : 342 654 $
- Santé : 141 041 $
- Sports et loisirs : 394 402 $

## Histoire

### Origines
Jusqu'à la Première Guerre mondiale, les Acadiens sont surtout présents dans des activités économiques traditionnelles comme la pêche et l'agriculture. Il y a peu d'entreprises et la finance est contrôlée par des anglophones. La première banque des fermiers est fondée à l'Île-du-Prince-Édouard en 1859. De nombreuses coopératives sont fondées par la suite, notamment une de pêcheurs à Chéticamp, en Nouvelle-Écosse, en 1915, qui cause l'hostilité de certains marchands. Une première caisse populaire est fondée à Richibouctou la même année, s'inspirant des Caisses Desjardins du Québec ; celle-ci et une autre fondée en 1917 n'ont pourtant pas de succès.
La situation précaire des pêcheurs pousse le gouvernement fédéral à lancer une commission royale d'enquête, la Commission McLean, en 1927. De nombreuses solutions sont proposées par les pêcheurs alors qu'eux-mêmes organisent des cercles d'études et des associations. Le rapport de la commission, publié deux ans plus tard, propose notamment la création d'un système d'éducation aux adultes et d'une aide financière pour s'organiser. Les Acadiens, déjà appauvris lors de l'entre-deux-guerres, sont très touchés par la Grande Dépression de 1929. Tous les secteurs de l'économie sont perturbés et les effets de la crise se ressentent jusque vers 1941.
Le gouvernement fédéral réagit finalement aux recommandations de la commission d'enquête en 1930. Le mouvement d'Antigonish, lancé la même année par l'Université Saint-Francis-Xavier, est fortement influencé par celui de théologie sociale des années 1920. Il propose une réforme rurale par l'éducation collective, à laquelle participent divers secteurs de l'économie, sans oublier le rôle important du clergé et des femmes. Les cercles d'études sont très populaires. Plusieurs publications y sont distribuées et l'information circule aussi dans des médias comme L'Évangéline, qui présentent la coopération comme le seul moyen de répartir la richesse. Chez les Acadiens du Nouveau-Brunswick, le nombre de cercles d'études passe de 200 en 1936 à 744 en 1941, et comptent 7 000 membres. La personnalité la plus importante du mouvement y est Livain Chiasson. Les agronomes font eux aussi la promotion de la coopération au sein de cercles de fermiers et de sociétés agricoles et ce sont eux qui demandent en 1935 l'adoption d'une loi permettant la création de caisses populaires. Selon Jean Daigle, le succès des coopératives est dû non seulement à la situation économique catastrophique et à l'implication de ses promoteurs mais surtout à la situation minoritaire des Acadiens.

### Premières années

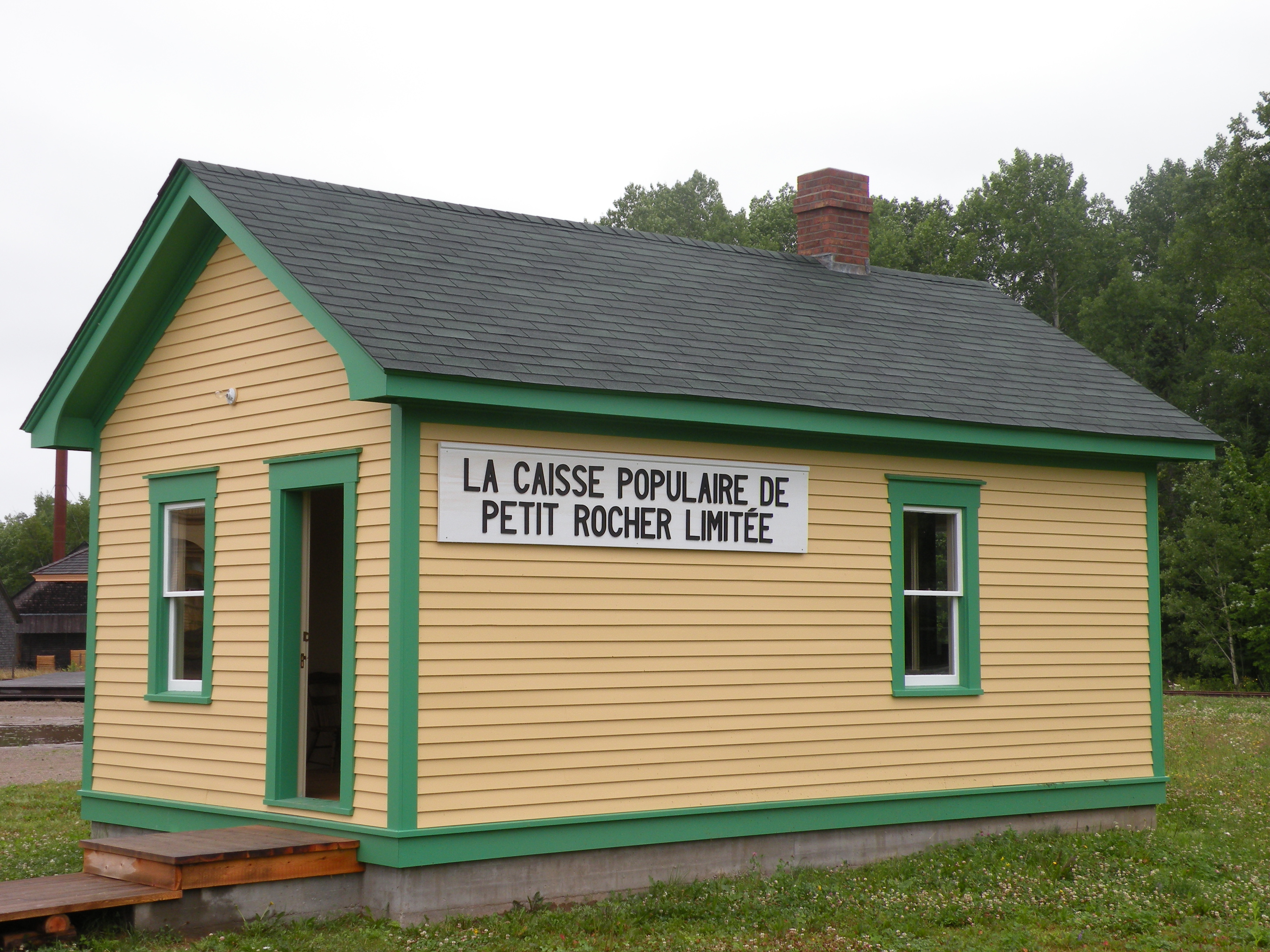
Réplique de la Caisse populaire de Petit-Rocher, au Village historique acadien.

En 1936, la Loi sur les caisses populaires instaure la division des Caisses populaires au sein du Ministère de l'Agriculture au Nouveau-Brunswick. La plus ancienne caisse populaire encore existante est fondée à Petit-Rocher en décembre de la même année. Soixante caisses populaires et 78 credit unions sont fondés jusqu'en 1941. En fait, la coopération a plus de succès au Nouveau-Brunswick qu'en Nouvelle-Écosse, d'où est pourtant originaire le mouvement d'Antigonish. La New Brunswick Credit Union League est mise sur pied en 1938 ; elle vise à offrir des services comme l'amélioration de la gérance, la tenue de livres, l'achat de matériel et l'établissement de polices d'assurances tout en faisant la promotion de la coopération et en représentant les caisses. La ligue cherche à regrouper toutes les caisses de la province et un comité d'éducation est mis sur pied en 1941. Entre 1941 et 1944, le débat perdure sur l'affiliation à la Credit Union National Association (CUNA) américaine ; des membres soutiennent que cette affiliation serait avantageuse pour le programme d'assurance de la CUNA. En effet, les prêts et les épargnes sont alors couverts par une assurance de la CUNA Mutual, qui oblige ses caisses membres à payer une cotisation pour pouvoir avoir accès à l'assurance. Les réunions de la ligue ont surtout lieu en anglais, causant un problème pour les Acadiens, qui sont francophones, alors qu'aucun d'entre eux n'accède à un poste important. En janvier 1945, une réunion de la New Brunswick Credit Union League a lieu à l'Université Sacré-Cœur de Bathurst, où la création d'une ligue avec deux sections, l'une anglophone et l'autre francophone, est décidée. L'assemblée annuelle a lieu le 2 juillet de la même année mais celle-ci est boycottée par la section francophone.

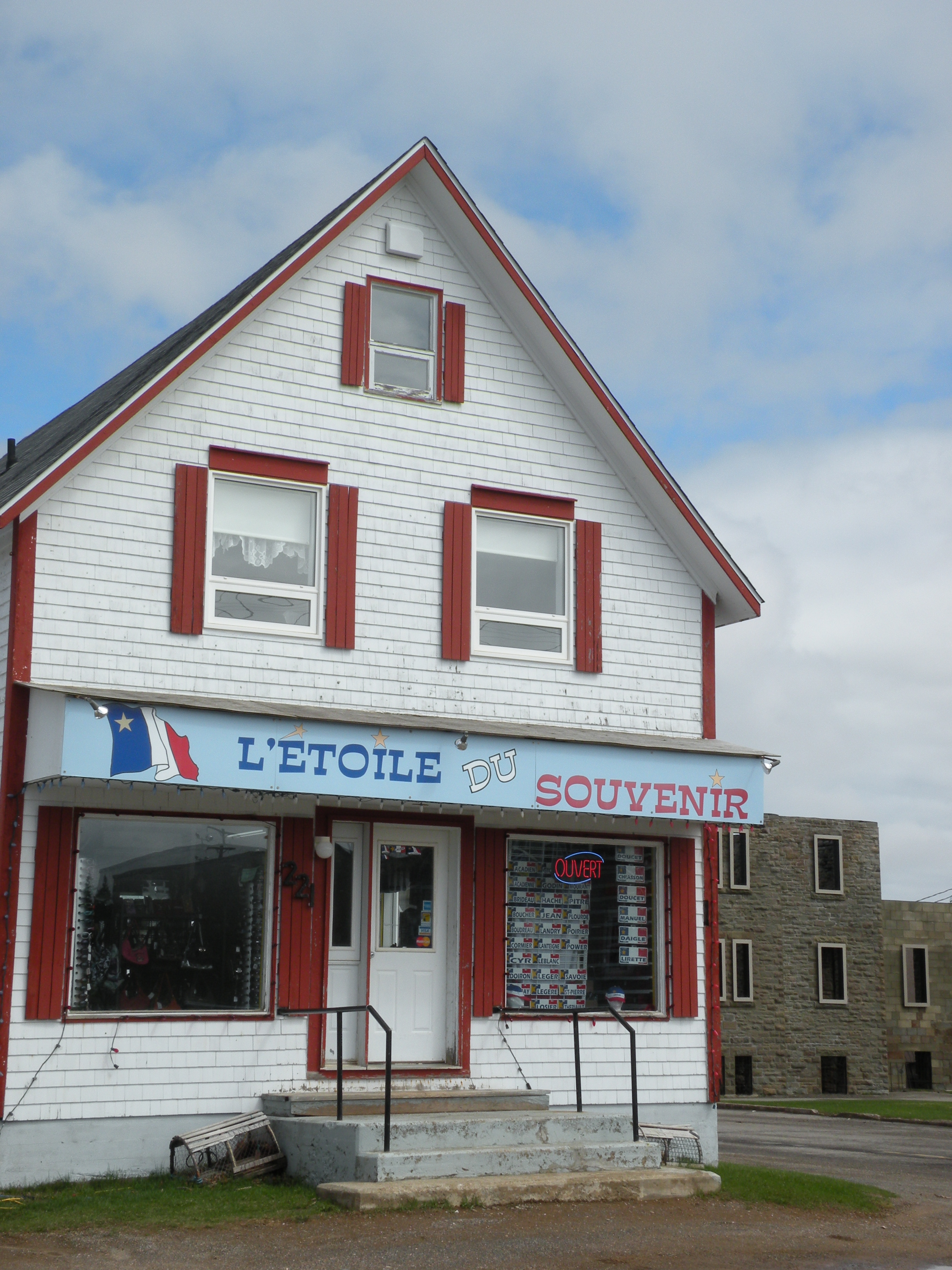
Le premier siège social de Caraquet.

La Fédération des Caisses populaires acadiennes est mise sur pied lors d'une réunion à l'Université Sacré-Cœur le 31 juillet 1945 ; sa charte est émise le 3 décembre 1946. Il y a alors 86 caisses. La caisse centrale ouvre ses portes à Caraquet en 1947. La même année, Martin J. Légère devient le premier président, poste qu'il conserve jusqu'en 1981. En désaccord avec l'exigence de la CUNA, la fédération parvient en 1948 à faire adopter par l'Assemblée législative du Nouveau-Brunswick la loi incorporant la Société d'assurance des Caisses populaires acadiennes (SACPA), appartenant à la fédération et à d'autres coopératives. Elle est uniquement présente dans l'assurance collective universelle sur les épargnes et les prêts des membres ainsi que sur les parts des caisses.

### Expansion

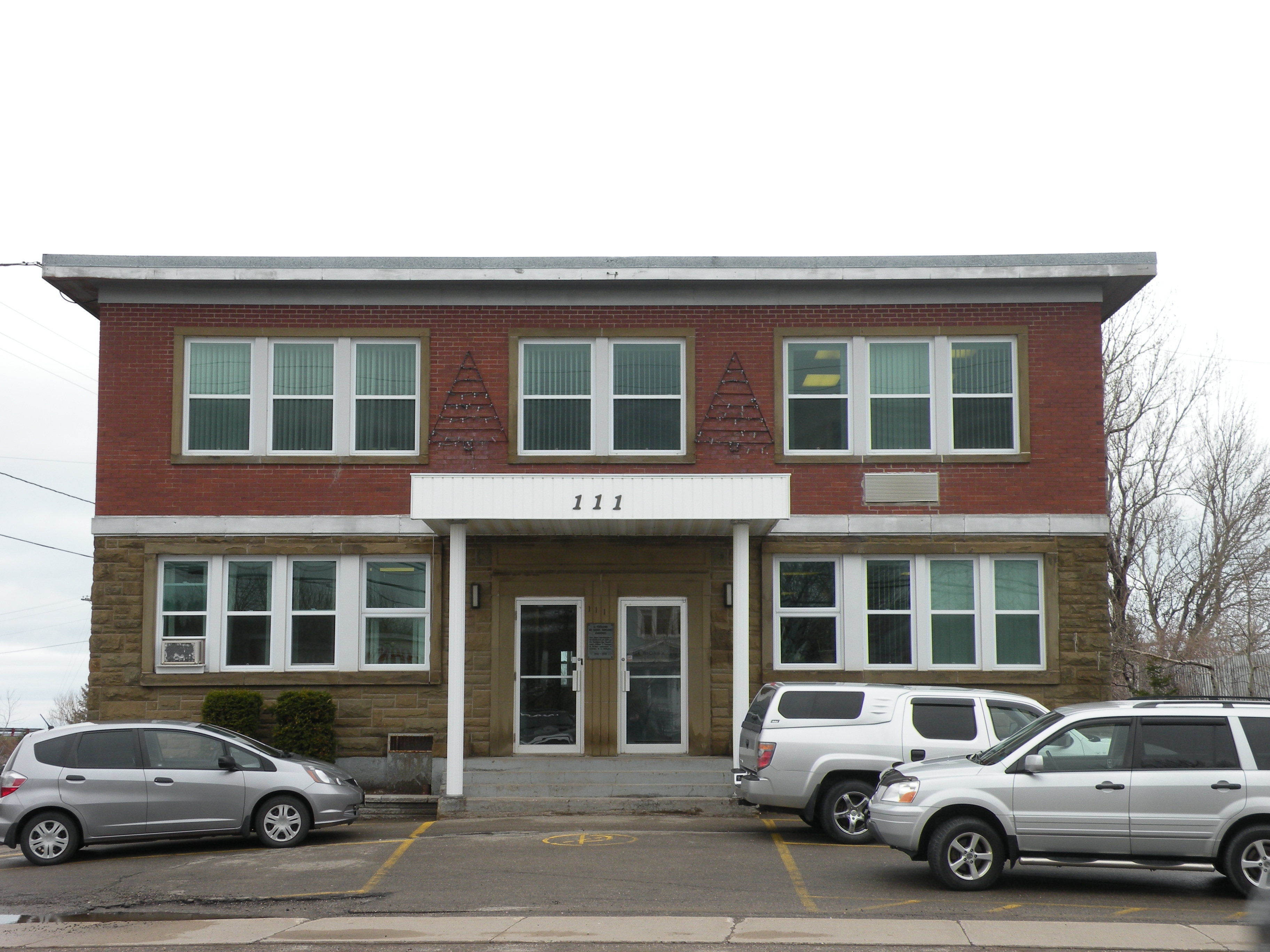
Le deuxième siège social.

La Caisse populaire de Caraquet est la première à émettre un chèque en 1950. L'Union coopérative acadienne est fondée cinq ans plus tard, en 1955 et deviendra le Conseil acadien de la coopération en 1980. Dix ans plus tard, les dépôts à terme sont instaurés alors qu'un premier logotype est adopté en 1973.
La coopération avec les Caisses Desjardins devient plus importante à partir de 1966, lors du perfectionnement du personnel et de l'harmonisation de la gestion comptable. Les Services Unis de Vérification et d'Inspection sont d'ailleurs mis sur pied en 1974. La coopération s'intensifie ensuite alors que le système d'opération de caisse (SOC), permettant de gérer électroniquement les opérations, est mis sur pied en 1976. La caisse de Lamèque est la première à utiliser ce système l'année suivante. L'Office de stabilisation de la Fédération des caisses populaires acadiennes ltée est mis sur pied en 1978. La Place de l'Acadie, siège social actuel, est inaugurée et l'Institut de coopération acadien ltée est fondé.
En 1980, la SACPA se lance dans le domaine des rentes viagères. En 1981, les Caisses populaires acadiennes sont reliées au réseau des Caisses Desjardins et qu'elles deviennent un membre associé de la Caisse centrale Desjardins.
La fin des années '80 voit le régime de pension des employés repris des mains d'Assomption Vie. On est en 1986.
La carte de débit La Populaire est introduite en 1988, au moment où le premier guichet automatique est installé à Edmundston et que le réseau est branché à Interac. Cette coopération avec le Mouvement Desjardins culmine en 1990 par la signature d'une première entente d'affiliation.
L'année suivante, une assurance-vie individuelle est mise sur pied et c'est en 1983. que la fondation des caisses populaires acadiennes est créée.
La décennie se termine avec l'inauguration de la phase II de la Place de l'Acadie est inaugurée en 1989. La même année, la fédération des caisses populaires devient la première institution financière de la province à instaurer un système de paiement direct avec une carte bancaire.
Les années 1990 voient la formation de La Financière Acadie, regroupant les différents produits financiers complémentaires en 1994. La Société d'assurance-dépôts des Caisses populaires et Credit Unions du Nouveau-Brunswick est d'ailleurs créée la même année.

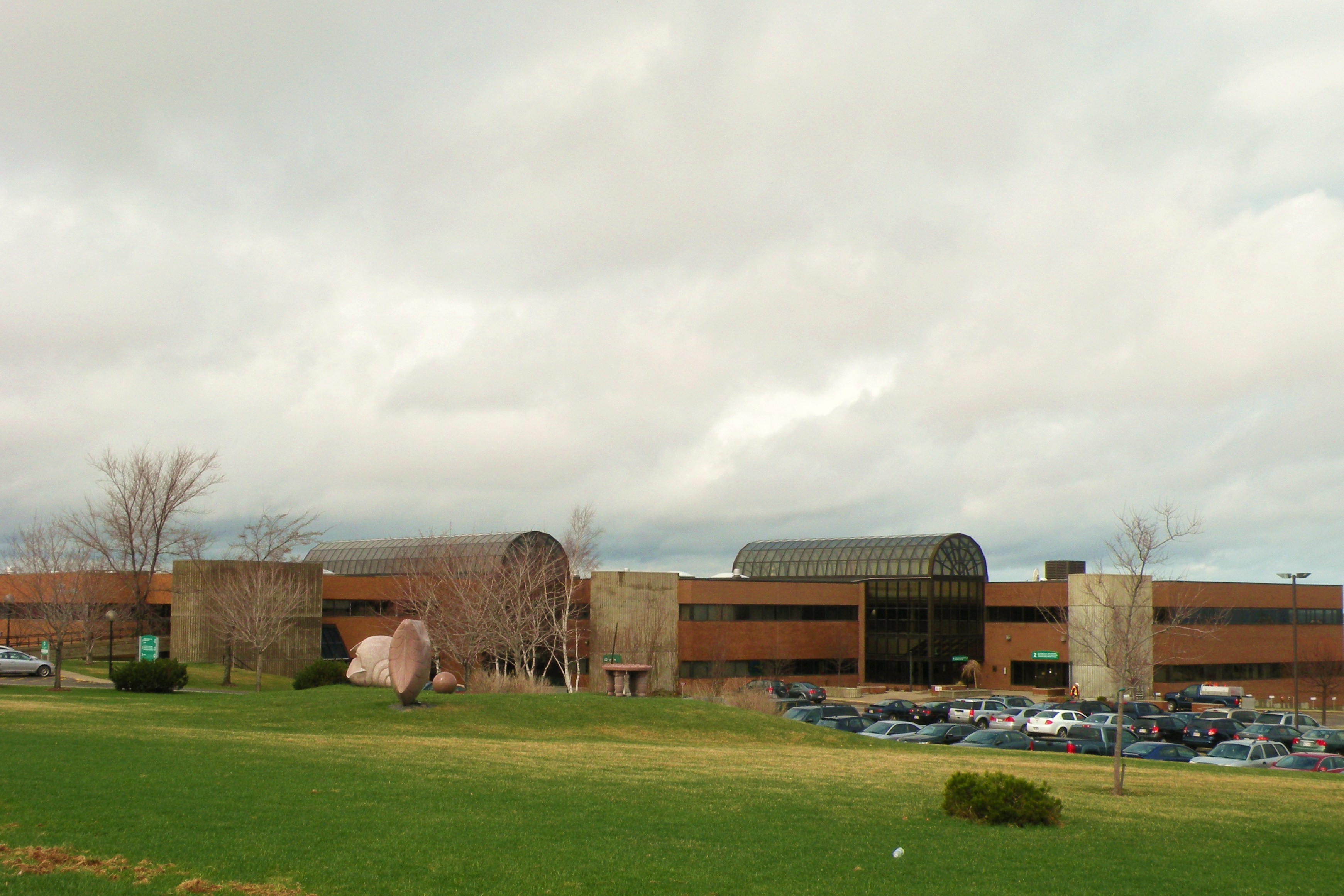
L'édifice Martin-J.-Légère, anciennement la Place de l'Acadie, abritant le siège social depuis 1978.

Durant ces années, le phénomène de mondialisation incite plusieurs banques étrangères à investir au Canada. En 1997, la Banque Royale et la Banque de Montréal proposent même une fusion afin de rester compétitives. Cette situation, s'ajoutant à l'arrivée de nouvelles technologies et à la nature avant tout locale des affaires d'une caisse populaire, provoque un changement dans la stratégie de coopératives comme le Mouvement des caisses populaires acadiennes. La structure organisationnelle actuelle est ainsi mise en place en place en 1995, séparant le mouvement en un bloc coopératif et un nouveau bloc corporatif. La Société de services Acadie, le Centre de services Acadie et Services financiers Acadie sont aussi mis en place. De plus, le premier fonds mutuel de placements gérés en Acadie est créée avec la fondation du Fonds de placement Acadie. La SACPA prend le nom d'Acadie Vie en 1996, et on adopte le logo du Mouvement. Un régime d'assurance-vie facultatif sur les prêts est instauré la même année. Une nouvelle image corporative est également adoptée, à l'occasion du cinquantième anniversaire de l'institution.
En 1997, la phase III de la Place de l'Acadie est inaugurée et c'est la même année qu'Acadie Vie diversifie ses assurances-invalidité . L'année suivante, voit le lancement du site web officiel, Acadie.com, de même que le portail Acadie.net et la mise sur pied de Placement Acadie. Acadie Vie est démutualisée en 1999, devenant une entreprise dont le seul actionnaire est la fédération.
Promenade Acadie, un site de magasinage en ligne, est lancé en 2000. Le slogan « Plus loin, plus haut, ensemble » est adopté en 2004. Assurances générales Acadie est fondée en 2005 mais commence ses opérations deux ans plus tard. En 2006, la Place de l'Acadie est renommée l'édifice Martin-J.-Légère, à l'occasion du 60e anniversaire du mouvement. La Caisse populaire de Shippagan réintègre le mouvement en 2007. AVIE est créé en 2008. Un premier bureau d'Assurances générales Acadie est ouvert la même année à Tracadie-Sheila. Une réplique de la première caisse populaire de Petit-Rocher est construite au Village historique acadien en 2009. Les services mobiles sont lancés en 2010. En mai 2016, le mouvement prend le nom d'UNI Coopération financière et un nouveau logo est choisi.

Logo jusqu'en 2016
Logo depuis 2016

### Fin du partenariat avec Desjardins
En 2023, UNI met fin à son partenariat avec Desjardins pour chercher un nouveau fournisseur de services. C'est l'entreprise indienne Infosys qui assure désormais les services bancaires et informatiques d'UNI. Lors de cette transition, les membres ont rencontré des difficultés à accèder aux services en ligne ou à payer des factures poussant plusieurs milliers de clients à fermer leurs comptes. L'épuisement des employés face à une hausse des demandes des clients a forcé UNI à fermer temporairement quelques succursales. Ces difficultés et la presse négative au sujet d'UNI suivant cette transition pousse le conseil d'administration à écarter Robert Moreau de la direction pour rappeler Camille H. Thériault aux commandes.

## Organisation
Le Mouvement se donne comme mission d'améliorer la qualité de vie de ses membres et de contribuer à l'auto-suffisance socio-économique des Acadiens du Nouveau-Brunswick tout en respectant la langue française et les valeurs coopératives. Sa vision est que la Caisse populaire est l'institution financière privilégiant le plus la coopération tout en accordant de l'importance à ses membres et leurs besoins. Pour ces raisons, elle affirme avoir comme valeurs la solidarité dans l'action, dans l'effort et avec le milieu, la fierté d'appartenance, l'égalité dans le pouvoir de décision, l'équité dans l'avoir et le partage ainsi que le respect de la personne humaine et de l'environnement.

### Membres et caisses
(28 mai 2023).

Carte des caisses populaires acadiennes en 2010. Les cercles plus gros représentent le siège social d'une caisse et les plus petits un point de service. L'étoile représente le siège social du mouvement, à Caraquet.

La Fédération des caisses populaires acadiennes comptait près de 187 200 membres en 2022. Il y a 58 points de service et 121 guichets automatiques[réf. nécessaire]; à titre de comparaison, la Credit Union Central of New Brunswick, regroupant les autres caisses populaires de la province, compte 35 caisses. Les caisses sont organisées en trois comités coopératifs: Nord-ouest, Nord-est et Sud-est .
| Régions    | Caisses | Nombre de membres (2011) |
| ---------- | --- | ------------------------ |
| Nord-ouest | Campbellton, Clair, Edmundston (2), Eel River Crossing, Grand-Sault, Kedgwick, Saint-Léonard, Saint-Quentin                                                                 | 57 987                   |
| Nord-est   | Bathurst, Beresford, Caraquet, Lamèque, Néguac, Paquetville, Petit-Rocher, Shippagan, Tracadie (2)                                                                          | 77 533                   |
| Sud-est    | Baie-Sainte-Anne, Bouctouche, Cap-Acadie (2), Cocagne, Dieppe, Fredericton, Memramcook, Moncton (3), Richibouctou, Rogersville, Saint-Antoine, Saint-Louis-de-Kent, Shédiac | 66 486                   |

Selon une étude de Léger Marketing datant de 1996, 70,3 % des francophones du Nouveau-Brunswick faisaient affaire avec au moins une caisse populaire acadiennes et 61,3 % faisaient affaire principalement avec l'une d'elles. Le principal concurrent du Mouvement était alors la Banque nationale, avec 12,7 % des francophones, suivi de la Banque Royale (5,6 %), de la Banque de Montréal (5,3 %), de la Caisse populaire de Shippagan – faisant désormais partie du Mouvement – (5,0 %), de la Banque Scotia (3,7 %) et d'autres institutions (moins de 2,0 % chacune).
Au fil des ans, plusieurs caisses ont été fusionnées. De plus, au cours des années 2000, le nombre de clients demandant un service au comptoir a baissé de 30 %, le nombre de membres utilisant les guichets automatiques a baissé de 20 % alors qu'il y a eu 2200 % d'augmentation de l'utilisation des services sur internet. Cette situation force la fermeture d'une vingtaine de points de services en 2011 et 2012. De plus, le Nord perd des habitants au profit du Sud, ce qui devrait avoir une influence sur les services offerts et l'organisation
.
|                              | 1998 | 2003-2006 | 2007 | 2008 | 2009 | 2010 |
| Nombre de caisses            | 32   | 33        | 34   | 29   | 25   | 22   |
| Nombre de points de services | 85   | 85        | 86   | 86   | 84   | 82   |

| 1970    | 1990    | 2011    |
| ------- | ------- | ------- |
| 100 000 | 185 000 | 202 000 |

### Organigramme
| - Membres - Caisses - Bloc coopératif - Fédération des caisses populaires acadiennes - Institutions de soutien - Conseil acadien de la coopération - Fondation des caisses populaires acadiennes - Office de stabilisation de la Fédération des caisses populaires acadiennes - Bloc corporatif - Financière Acadie - Acadie Vie - Assurance générale Acadie - AVie - Placement Acadie - Services financiers Acadie - Centre de services Acadie - Service unis de vérification et d'inspection |

Le Mouvement des caisses populaires acadiennes est séparé en un bloc coopératif et un bloc corporatif. Sa composante principale est la Fédération des caisses populaires acadiennes.
Le bloc coopératif comprend la Fédération des caisses populaires acadiennes. Elle compte trois institutions de soutien : le Conseil acadien de la coopération, la Fondation des caisses populaires acadiennes et l'Office de stabilisation de la Fédération des caisses populaires acadiennes. Le Conseil acadien de la coopération a pour mandat de représenter les caisses populaires, de favoriser le rapprochement entre les coopératives de tous les milieux et favoriser le développement d'entreprises. La Fondation des caisses populaires acadiennes a pour but de soutenir le développement de l'éducation. L'Office de stabilisation de la Fédération des caisses populaires acadiennes administre un fonds de sécurité et d'entraide destiné aux caisses en difficulté. Il s'assure du respect de la loi et des règlements, de la vérification et de l'inspection et finalement favorise de saines pratiques administratives. Il contribue finalement à la Société d'assurance-dépôts des Caisses populaires du Nouveau-Brunswick.
Le bloc corporatif comprend deux secteurs, la Société de service Acadie et la Financière Acadie. La Société de Service Acadie est elle-même formée du Centre de service Acadie et du Service uni de vérification et d'inspection. La Financière Acadie est quant à elle formée d'Acadie Vie, d'Assurances générales Acadie, d'Avie, de Placements Acadie et des Services financiers Acadie.
Le Centre de services Acadie offre le service de gestion électronique, effectue le traitement des chèques, offre le centre de traitement pour le Centre de financement du réseau des Caisses populaires acadiennes, offre le centre de traitement pour le DRD (dépôts et retraits directs), offre le service d'Enregistrement des biens personnels et effectue la gestion des dossiers d'assurances-titres. Le Service uni de vérification et d'inspection fournit un service de vérification externe aux Caisses populaires et coopératives membre du mouvement, un service d'inspection et certains services conseils.
Acadie Vie offre des produits d'assurance, de placements et des services financiers personnalisés à ses membres. Assurances générales Acadie offre aussi des assurances automobile, habitation et commerciale aux membres ou des clients extérieurs. Avie est un partenariat entre Acadie Vie et Assomption Vie, une autre grande entreprise d'assurances acadienne. Placements Acadie gère les investissements du mouvement et de ses membres. Les Services financiers Acadie est un Courtier à exercice restreint, s'occupant surtout de la distribution des unités de fonds mutuels au sein de la fédération.
Le Mouvement est l'un des actionnaires de la coopérative d'assurance The Co-operators et gère trois de ses succursales. Il a également des ententes avec d'autres coopératives comme Co-op Atlantique,.

### Administration
Le siège social d'UNI est situé à Caraquet, dans l'édifice Martin-J.-Légère. La coopérative financière est gouvernée par un comité de direction, dont le chef de la direction est Éric St-Pierre depuis le 3 février 2025. Les employés sont regroupés par vice-présidences qui participent aux diverses fonctions et opérations de l'organisation. Les membres sont propriétaires de leur caisse et ont un droit de vote lors de l'assemblée générale annuelle. Les membres élisent 15 personnes qui siégeront à titre d'administrateurs, formant le Conseil d’administration d'UNI, présidé par David Losier.
Le mouvement compte en tout près de 1 000 employés totalisant une masse salariale de 81,2 millions $, en faisant l'un des dix principaux employeurs privés de la province.

## Bilan financier
L'actif reste bas au fil des premières décennies d'existence, ne dépassant pas le cap du 100 millions de dollars avant 1975. Il augmente ensuite rapidement, atteignant déjà 400 millions $ en 1980, 1 milliard $ en 1992, 1,4 milliard $ en 1995, 2 milliards $ en 2004, et 3 millards $ en 2010.
En 2022, le Mouvement des caisses populaires acadiennes avait un actif de près de 5,4 milliard de dollars, en hausse de 2.7 % depuis 2021. Les ristournes aux membres s'élevaient à 7,5 millions de dollars en 2022.

## Produits et services

### Particuliers

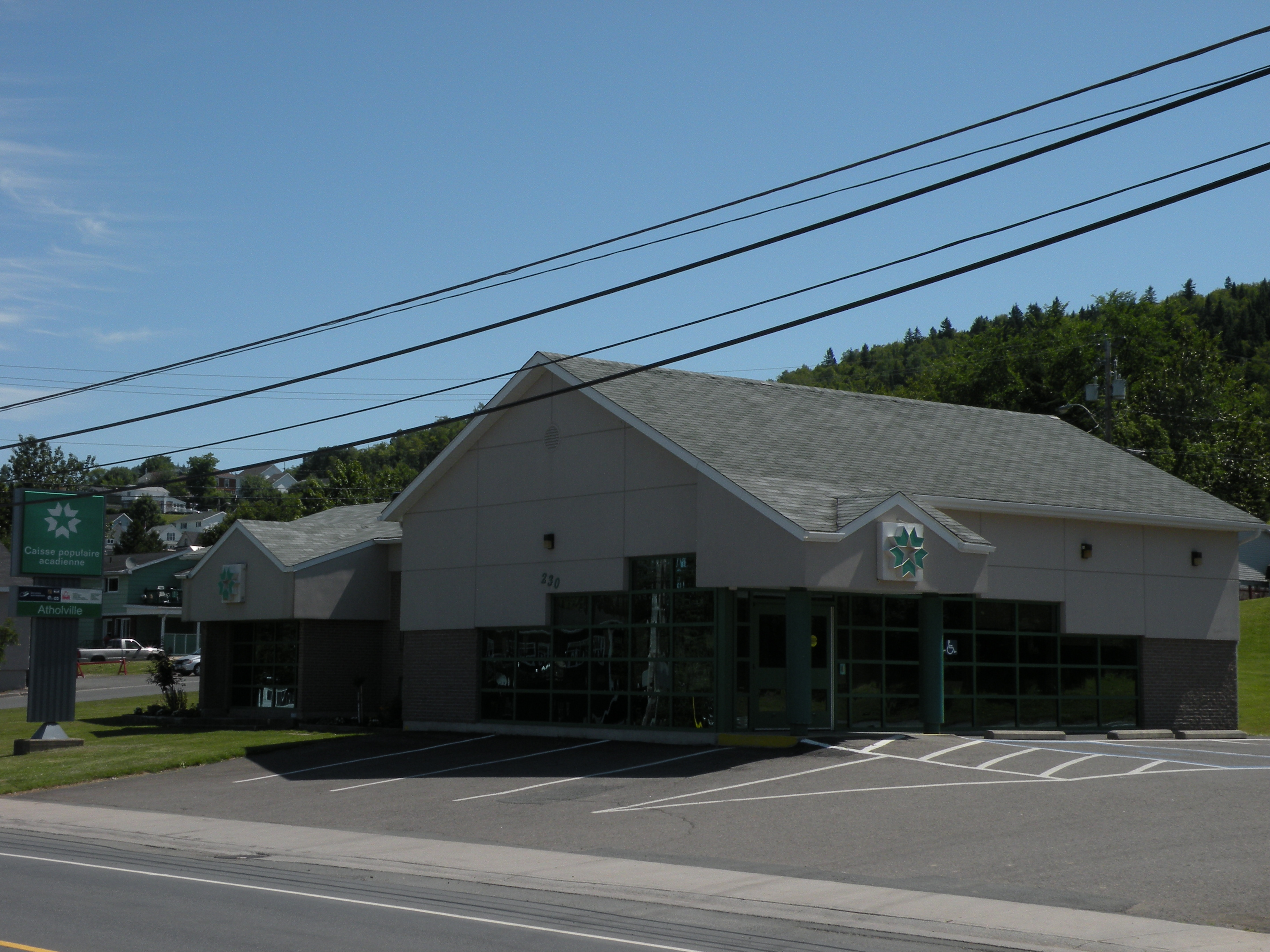
La succursale d'Atholville.

Les caisses donnent accès à des comptes chèques et des comptes d'épargne, en plus de la caisse scolaire. Des frais de services sont exigés pour la plupart des transactions. La pertinence des frais de service a plusieurs fois été remise en doute au Canada mais le mouvement affirme qu'ils sont nécessaires afin de pouvoir offrir un service de qualité.
Les caisses propose divers types de prêts automobiles ou pour véhicules récréatifs, de prêts hypothécaires, de prêts REER, de prêts personnels et de marges de crédit, dont certaines spécifiquement pour les étudiants.
Les caisses offrent différents types de placements, le CELI, des placements liés aux études (REEE et REEP), le REER et d'autres produits de revenu de retraite.

### Entreprises
(juin 2016).
Les caisses offrent un compte d'opérations de base aux entreprises, ainsi qu'un compte entreprise à rendement croissant, c'est-à-dire avec intérêts. Des services de dépôt direct et, pour les entreprises percevant régulièrement des sommes à leur clients, de retrait direct sont aussi disponibles.
Les entreprises peuvent bénéficier du service AccèsD Affaires et de l'AccordD. La carte de crédit VISA leur est également offerte.
Les caisses populaires acadiennes offre également des services de comptabilité, soit un service de paie ainsi que la gestion des comptes-clients et des comptes fournisseurs. Il y a finalement un REER collectif.
Les caisses populaires collaborent avec les gouvernements afin d'offrir aux entreprises le Programme de garantie de prêts pour petites entreprises (PGPPE) et le Compte Agri-investissement.

## Implication communautaire
En 1975, la fédération s'implique dans le sauvetage du journal L'Évangéline en fondant les Œuvres de presse acadiennes avec la Société nationale de l'Acadie.
Les caisses populaires acadiennes contribuent financièrement à la fondation de la Chaire des caisses populaires acadiennes en gestion des coopératives de l'Université de Moncton en 1990.
L'organisme commandite de nombreux événements. La fédération ainsi que la Société d'Assurance des Caisses populaires acadiennes deviennent le commanditaire principal des Jeux de l'Acadie en 1987. En 1999, l'organisation commandite le Village de la Francophonie à Dieppe, en marge du VIIIe Sommet de la Francophonie. Sa plus grande commandite a lieu lors des Jeux d'hiver du Canada de Bathurst et Campbellton, en 2003.

## Chefs de la direction
| Rang | Nom               | Entrée en fonction |
| ---- | ----------------- | ------------------ |
| 1er  | Martin-J. Léger   | 1947               |
| 2e   | Richard Savoie    | 1981               |
| 3e   | Raymond Gionet    | 1989               |
| 4e   | Gilles Lepage     | 1994               |
| 5e   | Camille Thériault | 2004               |
| 6e   | Robert Moreau     | 2016               |
| 7e   | Camille Thériault | 2023               |
| 8e   | Éric St-Pierre    | 2025               |